# Tour d'Uruguay
Le Tour d'Uruguay (en espagnol : Vuelta Ciclista del Uruguay) est une course cycliste par étapes uruguayenne. Créé en 1939, il a intégré le calendrier de l'Union cycliste internationale en 1997. Il a fait partie de l'UCI America Tour 2005 et réintègre l'UCI America Tour en 2009. En 2011, à la suite d'une décision controversée du commissaire de course Víctor Hugo Ramírez, 60 % du peloton se retire laissant la victoire à Iván Casas. En 2013, l'épreuve ne fait plus partie de l'UCI America Tour et se termine par un drame. Dans le contre-la-montre qui clôt cette 70e édition, le coureur Marcelo Gracés est tué par une moto de l'organisation. La dernière étape est annulée et les classements définitifs sont établis sur les résultats de la veille. Le Brésilien Cristian Egídio succède, ainsi, à son compatriote Magno Nazaret. En 2015, l'épreuve fait à nouveau partie de l'UCI America Tour.
Les éditions 2020 et 2021 sont annulées en raison de la pandémie de coronavirus.
En 2023, la course a lieu mais ne fait plus partie de l'UCI America Tour.

## Palmarès
| Année                 | Vainqueur               | Deuxième                 | Troisième                |
| --------------------- | ----------------------- | ------------------------ | ------------------------ |
| 1939                  | Leandro Noli            | Paulino García           | Luis Modesto Soler       |
| 1940 Non disputé      |                         |                          |                          |
| 1941                  | Abel Vera               | Elbio Barrios            | Atilio François          |
| 1942-1945 Non disputé |                         |                          |                          |
| 1946                  | Atilio François         | Ángel Irigoyen           | Juan de Armas            |
| 1947                  | Atilio François         | Miguel García            | Guillermo Corbella       |
| 1948                  | Atilio François         | Luis Ángel de los Santos | Miguel García            |
| 1949                  | Luis Alberto Rodríguez  | Juan Silva               | Virgilio Pereyra         |
| 1950                  | Virgilio Pereyra        | Primo Zuccotti           | Mario De Benedetti       |
| 1951                  | Próspero Barrios        | Mario De Benedetti       | Luis Ángel de los Santos |
| 1952                  | Dante Sudati            | Luis Serra               | Hugo Machado             |
| 1953                  | Aníbal Donatti          | Juan Bautista Tiscornia  | Mario De Benedetti       |
| 1954                  | Luis Serra              | Sixto García             | Alberto Velázquez        |
| 1955                  | Luis Serra              | Dante Sudati             | Miguel Curto Pérez       |
| 1956                  | Juan Bautista Tiscornia | Walter Moyano            | Mario González           |
| 1957                  | Walter Moyano           | Héctor Castro            | René Deceja              |
| 1958                  | René Deceja             | Pedro Lartegui           | Gabriel Barrios          |
| 1959                  | Héctor Placeres         | Francisco Pérez          | Luis Serra               |
| 1960                  | Walter Moyano           | Héctor Placeres          | René Deceja              |
| 1961                  | Gabriel Barrios         | Rubén Etchebarne         | Ricardo Vázquez          |
| 1962                  | Rubén Etchebarne        | René Deceja              | Walter Moyano            |
| 1963                  | Walter Moyano           | Ricardo Vázquez          | Dardo Sánchez            |
| 1964                  | Walter Moyano           | Francisco Pérez          | Vid Cencic               |
| 1965                  | Juan José Timón         | Walter Moyano            | Claudio Rosa             |
| 1966                  | Tomás Correa            | Walter Moyano            | Roberto Bica             |
| 1967                  | René Deceja             | Luis Breppe              | Alberto Ferrazán         |
| 1968                  | Jorge Correa            | Walter Moyano            | Oscar Almada             |
| 1969                  | Walter Moyano           | Luis Sosa                | Jorge Jukich             |
| 1970                  | Giuseppe Maffeis        | Pedro de Souza           | Luiz Carlos Flores       |
| 1971                  | Pedro de Souza          | Luis Sosa                | Luiz Carlos Flores       |
| 1972                  | Walter Tardáguila       | Jorge Jukich             | Saúl Alcántara           |
| 1973                  | Dumas Rodríguez         | Humberto Grasso          | Adán Mansilla            |
| 1974                  | Rubén Messones          | Giovanni Fedrigo         | Saúl Alcántara           |
| 1975                  | Antonio Díaz            | Jorge Cuccia             | José Mockford            |
| 1976                  | Raúl Labbate            | Walter Tardáguila        | Diver Ferrari            |
| 1977                  | Carlos Alcantara        | Washington Díaz          | Adán Mansilla            |
| 1978                  | Saúl Alcántara          | Juan Carlos Seijo        | Raúl Richiessi           |
| 1979                  | Gerardo Bruzzone        | Ricardo Rondán           | Omar Richeze             |
| 1980                  | Juan Carlos Ruarte      | Ricardo Calleri          | Juan Carlos Seijo        |
| 1981                  | Alcides Etcheverry      | Rafael Acevedo           | Héctor Scayola           |
| 1982                  | Pedro Omar Caino        | Federico Moreira         | Juan Carlos Haedo        |
| 1983                  | Eduardo Trillini        | Luis Ministro Moyano     | Federico Moreira         |
| 1984                  | Rogelio Arango          | Federico Moreira         | Juan Carlos Seijo        |
| 1985                  | José Asconeguy          | Rubén Cano               | Ramiro Vidal             |
| 1986                  | Federico Moreira        | Alcides Etcheverry       | José Asconeguy           |
| 1987                  | José Asconeguy          | Federico Moreira         | Antonio Quintero         |
| 1988                  | Rubén Companioni        | Eduardo Trillini         | Antonio Hernández        |
| 1989                  | Federico Moreira        | Sergio Tesitore          | Carlos García            |
| 1990                  | Federico Moreira        | Roland Flauyaguet        | Eduardo Trillini         |
| 1991                  | Federico Moreira        | Sergio Llamazares        | Alejandro Beldorati      |
| 1992                  | Andrés Maiztegui        | Sergei Biakov            | Walter Rafael Silva      |
| 1993                  | José Asconeguy          | José Maneiro             | Jamil Suaidem            |
| 1994                  | Viatcheslav Djavanian   | Evgueni Zagrebelny       | Gustavo Figueredo        |
| 1995                  | Gustavo Figueredo       | Oleg Ripa                | Sergio Llamazares        |
| 1996                  | Milton Wynants          | Federico Moreira         | Hernán Cline             |
| 1997                  | Federico Moreira        | Márcio May               | Hernandes Quadri Júnior  |
| 1998                  | Jorge Giacinti          | Sergio Tesitore          | Márcio May               |
| 1999                  | Federico Moreira        | Javier Gómez             | Marlon Pérez             |
| 2000                  | Javier Gómez            | Federico Moreira         | Carlos Quiroga           |
| 2001                  | Javier Gómez            | Alejandro Actón          | Milton Wynants           |
| 2002                  | Gustavo Figueredo       | Federico Moreira         | Alejandro Actón          |
| 2003                  | Luis Alberto Martínez   | Daniel Fuentes           | Jorge Libonatti          |
| 2004                  | Jorge Giacinti          | Daniel Fuentes           | Miguel Direnna           |
| 2005                  | Alvaro Tardáguila       | Daniel Fuentes           | Alejandro Actón          |
| 2006                  | Guillermo Brunetta      | Jorge Bravo              | Luis Alberto Martínez    |
| 2007                  | Jorge Bravo             | Sebastián Cancio         | Richard Mascarañas       |
| 2008                  | Richard Mascarañas      | Néstor Pías              | Ramiro Cabrera           |
| 2009                  | Scott Zwizanski         | Ricardo Guedes           | Richard Mascarañas       |
| 2010                  | Richard Mascarañas      | Hernán Cline             | Ramiro Cabrera           |
| 2011                  | Iván Casas              | Darío Díaz               | Jorge Soto               |
| 2012                  | Magno Nazaret           | Tom Zirbel               | Edgardo Simón            |
| 2013                  | Cristian Egídio         | Murilo Affonso           | José Luis Miraglia       |
| 2014                  | Mariano De Fino         | Gonzalo Tagliabúe        | Gregory Duarte           |
| 2015                  | Carlos Oyarzún          | William Chiarello        | Flávio Santos            |
| 2016                  | Néstor Pías             | Laureano Rosas           | Richard Mascarañas       |
| 2017                  | Magno Nazaret           | Murilo Affonso           | Flávio Santos            |
| 2018                  | Magno Nazaret           | Juan Pablo Dotti         | Agustín Moreira          |
| 2019                  | Walter Vargas           | Cristian Egídio          | Nicolás Tivani           |
| 2020-2021 Non disputé |                         |                          |                          |
| 2022                  | Agustín Alonso          | Pablo Troncoso           | Fernando Méndez          |
| 2023                  | Jorge Giacinti          | Roderyck Asconeguy       | André Gohr               |
| 2024                  | Juan Caorsi             | Leonel Rodríguez         | Pablo Anchieri           |
| 2025                  | Anderson Maldonado      | Vinicius Rangel          | Francisco Peñuela        |

## Victoires par pays
| Victoires | Pays                                |
| --------- | ----------------------------------- |
| 55        | Uruguay                             |
| 11        | Argentine                           |
| 5         | Brésil                              |
| 3         | Colombie                            |
| 1         | Chili Cuba États-Unis Italie Russie |